# Molophilus parviserratus
Molophilus parviserratus är en tvåvingeart som beskrevs av Alexander 1934. Molophilus parviserratus ingår i släktet Molophilus och familjen småharkrankar. Inga underarter finns listade i Catalogue of Life.